# Pteridophora
Pteridophora is een monotypisch geslacht van zangvogels uit de familie paradijsvogels (Paradisaeidae).

## Soorten
Het geslacht kent de volgende soort:
- Pteridophora alberti – Wimpeldrager